# Gala (appel)

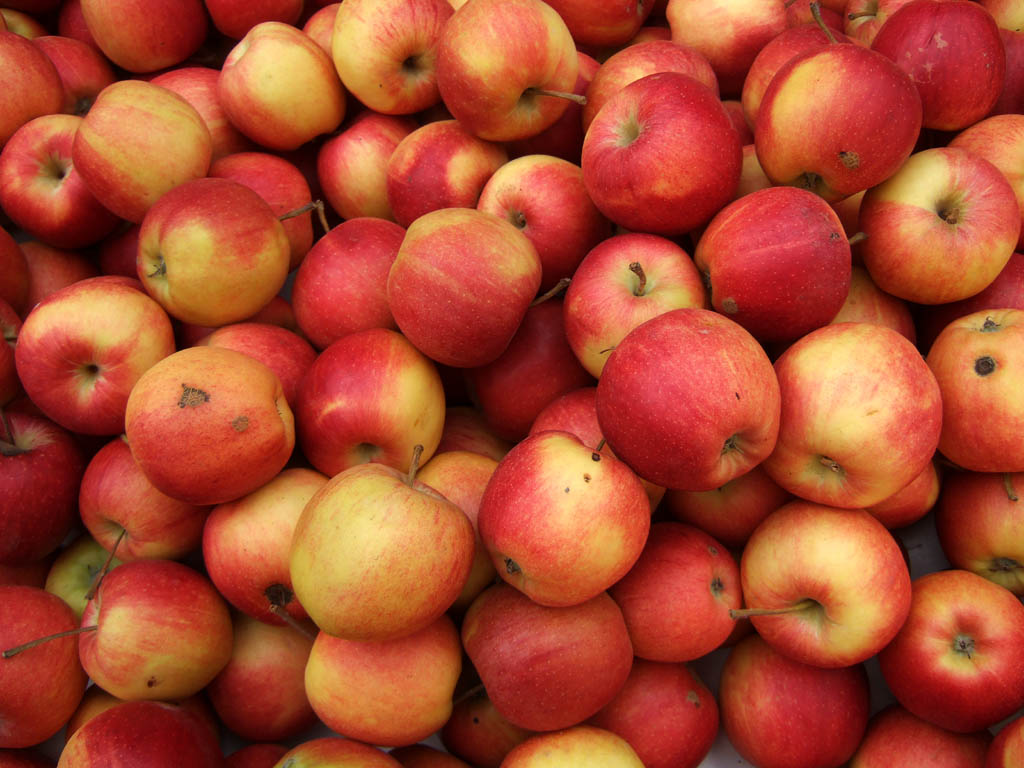

Gala is een appelras.

## Historiek
De appel is in 1939 gekweekt door J.H. Kidd in Greytown, Nieuw-Zeeland uit een kruising van Kidd's Orange met golden delicious. Gala is in 1960 voor het eerst in de handel gekomen.

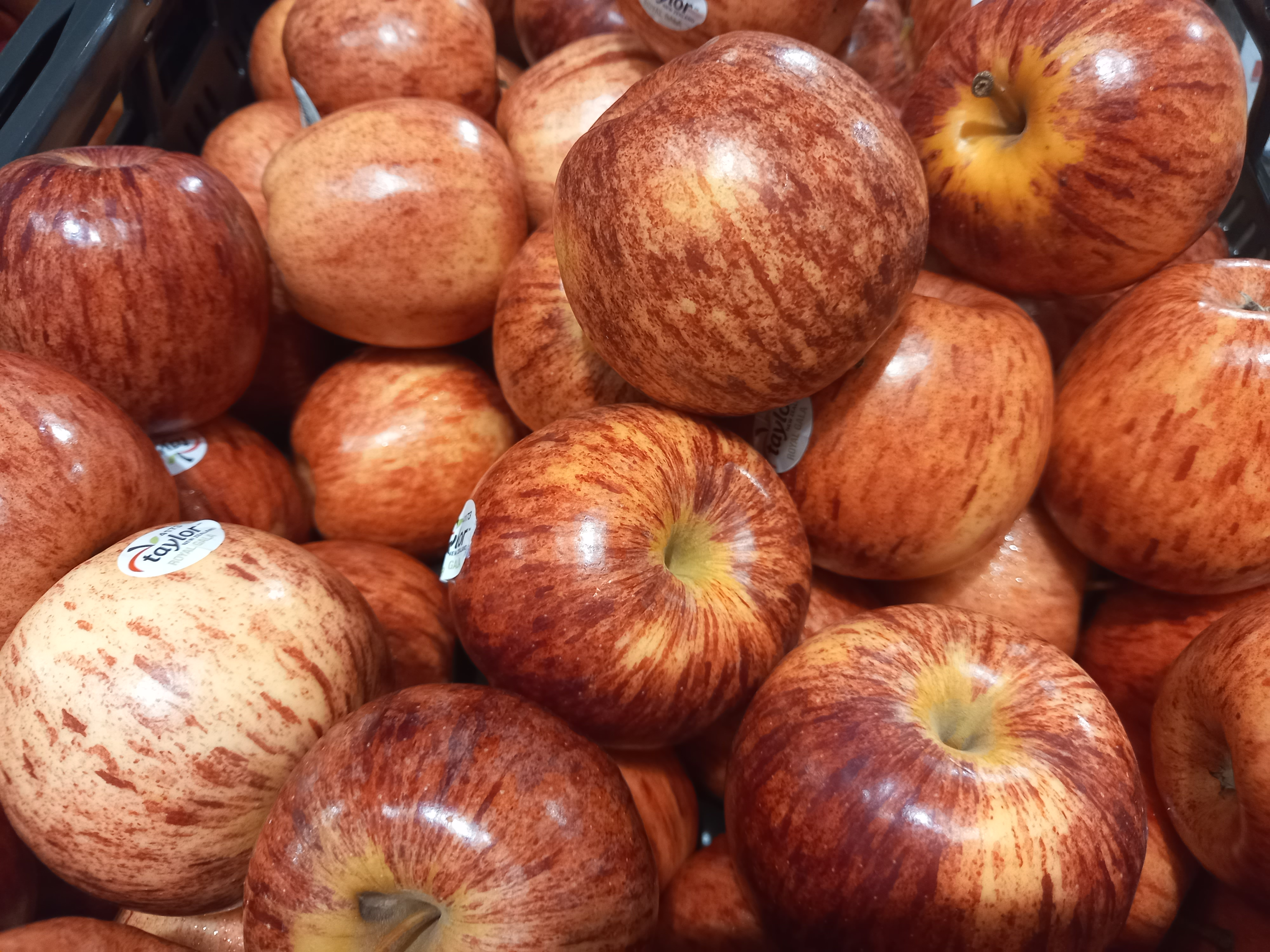
Appels van de rode mutant 'Royal Gala'

## Beschrijving
De appel heeft geelwit, sappig vruchtvlees en is wat zoet en flauw van smaak. Het zuurgehalte is vrij laag. Gala kan in Nederland geplukt worden vanaf half september tot de vierde week van september. De appel is tot eind februari onder ULO-omstandigheden te bewaren. Er zijn ook mutanten met een meer rode blos, zoals Regal Prince en Royal Gala.

## Ziekten
Gala is zeer vatbaar voor vruchtboomkanker (Nectria galligena) en schurft (Venturia inaequalis) en weinig vatbaar voor meeldauw (Podosphaera leucotricha).